# Bosanska kuhinja
Kuhinja Bosne in Hercegovine je uravnotežena med zahodnimi in vzhodnimi vplivi. Hrana je tesno povezana z nekdanjo jugoslovansko, bližnjevzhodno, mediteransko in drugo balkansko kuhinjo.  

## Galerija
- Bosanski ćevapi s čebulo v somunu
- Sir iz Livna
- Sarma
- Begova Čorba
- Sarajevski somun
- Kuhana koruza
- Sirnica
- Špinačna pita
- Punjeni patlidžan
- Filene paprike
- Jagnjetina na ražnju v Sarajevu
- Sarajevski čevapi
- Polnjeni listi zelenjave
- Boem šnita
- Tufahija
- Bosanska kava, z malo čokolatinov Bajadera.
- Bosanske alkoholne pijače